# Eleutherodactylus rubrimaculatus
Eleutherodactylus rubrimaculatus es una especie de Anura de la familia Eleutherodactylidae, género Eleutherodactylus. Es nativo de Guatemala y el sur de México. La especie esta amenazada por destrucción de hábitat.

## Distribución y hábitat
Su área de distribución incluye Chiapas en el sur de México y Guatemala.  
Su hábitat natural se compone de bosque nuboso, y su rango altitudinal se encuentra entre 0 y 700 m s. n. m.